# Wagner (Adelsgeschlecht)

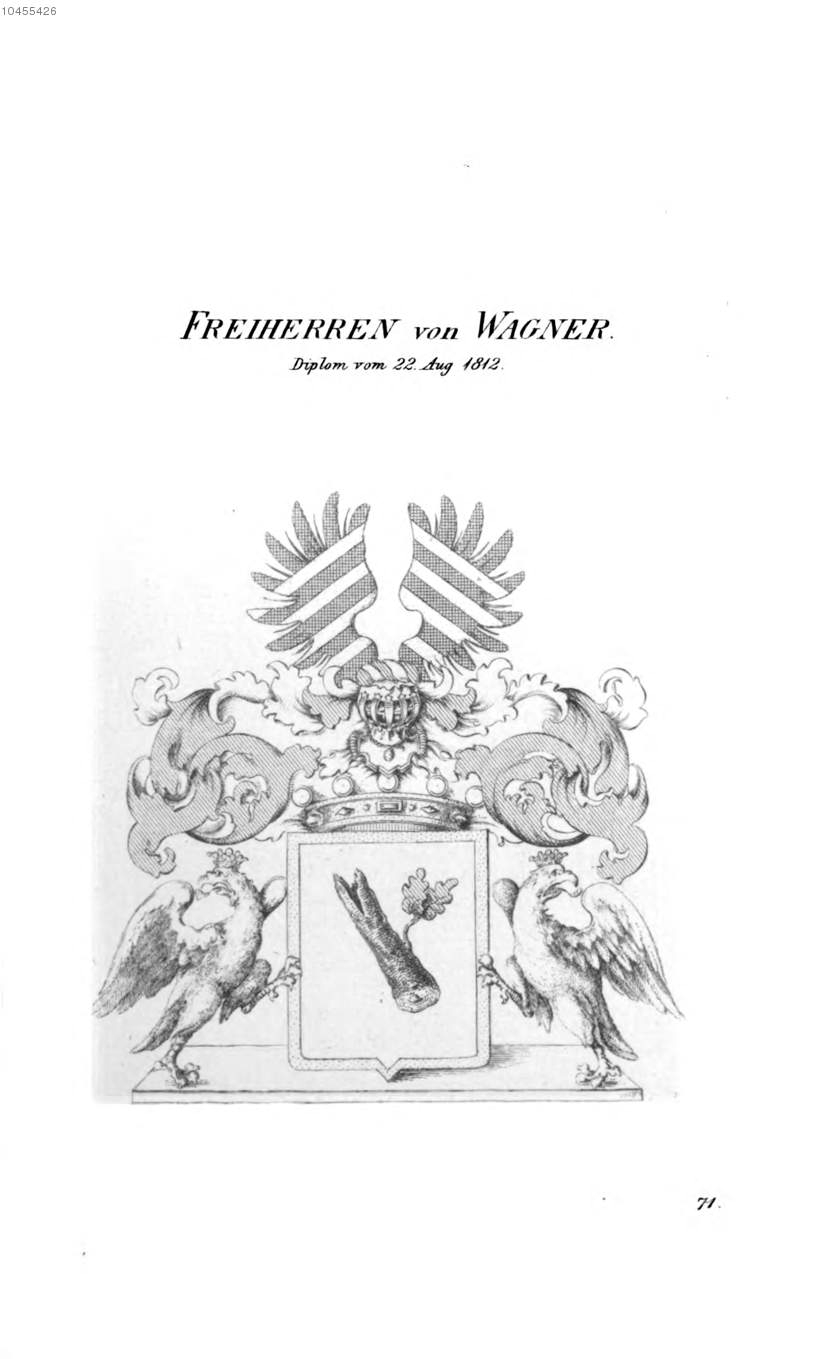
Wappen der Freiherren von Wagner

Wagner ist der Name eines sächsischen Adelsgeschlechts. Der promovierte Jurist Andreas Wagner aus Leipzig wurde am 25. September 1790 im Reichsvikariat von Kurfürst Friedrich August III. von Sachsen geadelt. Dessen Sohn Thomas von Wagner wurde vom König von Sachsen am 22. August 1812 in den sächsischen Freiherrenstand erhoben.

## Persönlichkeiten
- Andreas von Wagner (1727–1805), deutscher Jurist und sächsischer Kreisamtmann zu Leipzig
- Thomas von Wagner (1759–1817), deutscher Jurist und Publizist
- Johannes Andreas Freiherr von Wagner (1833–1912), Schriftsteller und Mundartdichter